# Disconectes vanhoeffeni
Disconectes vanhoeffeni is een pissebed uit de familie Munnopsidae. De wetenschappelijke naam van de soort is voor het eerst geldig gepubliceerd in 1997 door Malyutina.